# Спасо-Преображенский собор (Хутынский монастырь)
Спасо-Преображенский собор — православный храм в селе Хутынь Новгородского района Новгородской области, главный храм Хутынского Спасо-Преображенского монастыря. Памятник архитектуры XVI века.
Трёхнефный, шестистолпный, пятикупольный храм построен в 1515 году.

## История
Храм, заложенный «повелением великого государя и великого князя Василия Ивановича», и завершенный к 1515 году, во многом напоминает Успенский собор Московского Кремля, ставший прототипом для многих последующих храмов вплоть до реформ патриарха Никона.
В XVII веке храм подвергся перестройке, в результате которой обрел четырёхскатную крышу (вместо позакомарной), был окружён низкими закрытыми галереями, а также, вероятно, некоторыми приделами.
С лета 1941 года — начала активных боевых действий под Новгородом, и до марта 1943 года монастырь находился на линии фронта. Имея по военным понятиям важное стратегическое значение (укреплённость и доминирующее положение над местностью) он был постоянной целью противоборствующих группировок Вермахта и Красной армии. После войны в течение многих десятилетий никакой реставрации монастырского комплекса не предпринималось. Спасо-Преображенский собор находился всё это время в полуразрушенном состоянии. В 1990-х годах, с момента передачи монастыря в ведение Новгородской епархии началось активное восстановление всего монастырского архитектурного ансамбля.

## Особенности
Конструктивно почти полностью соответствует Успенскому собору Аристотеля Фиораванти. Однако у собора Хутынского монастыря, в отличие от прототипа, число апсид не пять, а три, и все одинакового размера. Над алтарём также существует большое помещение, вход в которое находится внутри северного столба.